# Disha Patani

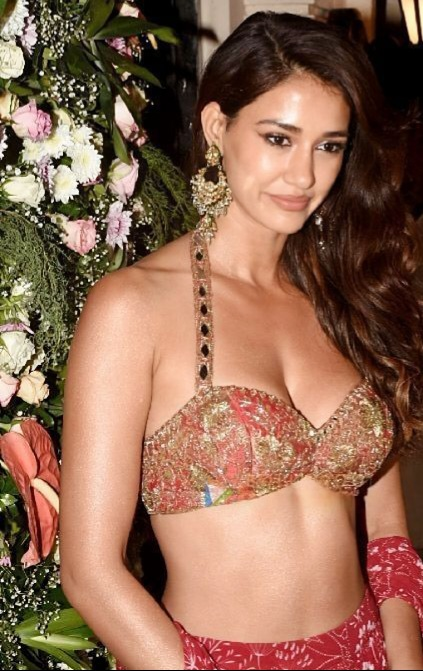
Disha Patani (2022)

Disha Patani ([ˈd̪ɪʃa paːʈəˈni], Hindi दिशा पाटनी; * 13. Juni 1992 in Bareilly, Uttar Pradesh als Disha Paatni) ist eine indische Schauspielerin und Model.

## Leben
Patani wurde am 13. Juni 1992 in Bareilly als Tochter des Polizisten Jagadish Singh Patani und einer Inspektorin für Öffentliche Gesundheit geboren. Ihre Vorfahren waren Kumaoni und Rajputen. Sie hat eine ältere Schwester, die in der indischen Armee dient, und einen jüngeren Bruder. Sie machte ein Studium zur Ingenieurin an der Amity University in Lucknow. 2013 erreichte sie den zweiten Platz der Ponds Femina Miss India Indore. Durch ihre Tätigkeiten und Präsenz als Model sowie Millionen Follower in sozialen Medien erreichte sie national den Status eines Sexsymbols.
2015 debütierte Patani im Film Loafer als Schauspielerin. Danach folgten weitere Rollen in verschiedenen Hindi-Filmen. Einem internationalen Publikum wurde sie durch ihre Rolle der Ashmita im Film Kung Fu Yoga – Der goldene Arm der Götter an der Seite von Jackie Chan bekannt. Neben Darstellungen in verschiedenen Spielfilmen wirkt sie auch in Musikvideos verschiedener indischer Interpreten mit.

## Filmografie (Auswahl)
- 2015: Loafer

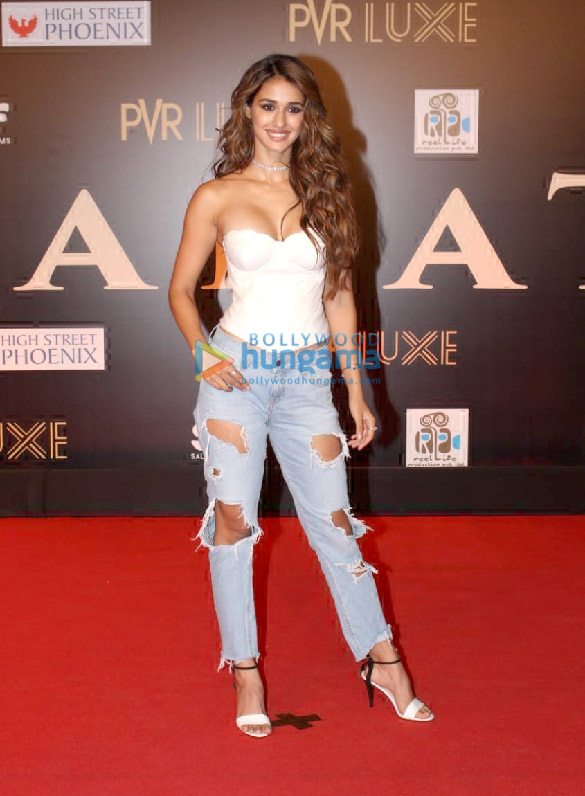
Disha Patani (2019)

- 2016: M.S. Dhoni: The Untold Story
- 2017: Kung Fu Yoga – Der goldene Arm der Götter (功夫瑜伽/Gong fu yu jia)
- 2018: Baaghi 2
- 2019: Bharat
- 2020: Malang
- 2020: Baaghi 3
- 2021: Radhe
- 2022: Ek Villain Returns
- 2024: Kalki 2898 A.D

## Musikvideos
- 2019: Badshah: Har Ghoont Mein Swag
- 2020: Ved Sharma: Malang Title Track
- 2020: Sachet Tandon: Humraah
- 2021: Sajid: Radhe Title Track